# اینواوئه ماسارو
اینواوئه ماسارو (به ژاپنی: 井上 勝 Inoue Masaru)؛ مهندس، و کشاورز اهل شهر هاگی در قلمروی چوشو در ژاپن بود. وی به عنوان پدر راه‌آهن ژاپن شناخته می‌شود و نخستین ژاپنی است که دکترای راه‌آهن را در خارج از کشور کسب کرده‌است.